# Hungsjön (Håsjö socken, Jämtland)
Hungsjön är en sjö i Bräcke kommun i Jämtland och ingår i Ljungans huvudavrinningsområde. Sjön är 4,5 meter djup, har en yta på 0,441 kvadratkilometer och är belägen 272 meter över havet. Sjön avvattnas av vattendraget Ljungån.

## Delavrinningsområde
Hungsjön ingår i det delavrinningsområde (698890-151838) som SMHI kallar för Inloppet i Hungsjön. Medelhöjden är 299 meter över havet och ytan är 3,48 kvadratkilometer. Räknas de 27 avrinningsområdena uppströms in blir den ackumulerade arean 185,11 kvadratkilometer. Ljungån som avvattnar avrinningsområdet har biflödesordning 3, vilket innebär att vattnet flödar genom totalt 3 vattendrag innan det når havet efter 147 kilometer. Avrinningsområdet består mestadels av skog (81 procent). Avrinningsområdet har 0,44 kvadratkilometer vattenytor vilket ger det en sjöprocent på 12,6 procent.